# Marolles (Calvados)
Marolles és un municipi francès situat al departament de Calvados i a la regió de Normandia. L'any 2007 tenia 653 habitants.

## Demografia

### Població
El 2007 la població de fet de Marolles era de 653 persones. Hi havia 258 famílies de les quals 61 eren unipersonals (15 homes vivint sols i 46 dones vivint soles), 81 parelles sense fills, 101 parelles amb fills i 15 famílies monoparentals amb fills.
La població ha evolucionat segons el següent gràfic:
Habitants censats

### Habitatges
El 2007 hi havia 328 habitatges, 259 eren l'habitatge principal de la família, 57 eren segones residències i 11 estaven desocupats. 326 eren cases i 1 era un apartament. Dels 259 habitatges principals, 224 estaven ocupats pels seus propietaris, 33 estaven llogats i ocupats pels llogaters i 3 estaven cedits a títol gratuït; 2 tenien una cambra, 7 en tenien dues, 32 en tenien tres, 74 en tenien quatre i 145 en tenien cinc o més. 222 habitatges disposaven pel capbaix d'una plaça de pàrquing. A 106 habitatges hi havia un automòbil i a 134 n'hi havia dos o més.

### Piràmide de població
La piràmide de població per edats i sexe el 2009 era:
| Homes | Edats   | Dones |
| ----- | ------- | ----- |
| 0     | 95 o +  | 0     |
| 0     | 90 a 94 | 0     |
| 0     | 85 a 89 | 4     |
| 4     | 80 a 84 | 8     |
| 8     | 75 a 79 | 8     |
| 16    | 70 a 74 | 12    |
| 4     | 65 a 69 | 4     |
| 16    | 60 a 64 | 12    |
| 12    | 55 a 59 | 4     |
| 24    | 50 a 54 | 28    |
| 28    | 45 a 49 | 36    |
| 12    | 40 a 44 | 8     |
| 24    | 35 a 39 | 32    |
| 24    | 30 a 34 | 8     |
| 32    | 25 a 29 | 44    |
| 8     | 20 a 24 | 8     |
| 8     | 15 a 19 | 16    |
| 4     | 10 a 14 | 20    |
| 28    | 5 a 9   | 28    |
| 20    | 0 a 4   | 36    |

## Economia
El 2007 la població en edat de treballar era de 427 persones, 306 eren actives i 121 eren inactives. De les 306 persones actives 289 estaven ocupades (153 homes i 136 dones) i 18 estaven aturades (5 homes i 13 dones). De les 121 persones inactives 57 estaven jubilades, 33 estaven estudiant i 31 estaven classificades com a «altres inactius».

### Ingressos
El 2009 a Marolles hi havia 265 unitats fiscals que integraven 692,5 persones, la mediana anual d'ingressos fiscals per persona era de 18.755 €.

### Activitats econòmiques
Dels 35 establiments que hi havia el 2007, 2 eren d'empreses extractives, 2 d'empreses de fabricació d'altres productes industrials, 6 d'empreses de construcció, 11 d'empreses de comerç i reparació d'automòbils, 2 d'empreses d'hostatgeria i restauració, 2 d'empreses financeres, 1 d'una empresa immobiliària, 6 d'empreses de serveis, 1 d'una entitat de l'administració pública i 2 d'empreses classificades com a «altres activitats de serveis».
Dels 6 establiments de servei als particulars que hi havia el 2009, 2 eren fusteries, 2 lampisteries, 1 empresa de construcció i 1 restaurant.
Dels 2 establiments comercials que hi havia el 2009, 1 era una botiga de roba i 1 una botiga de mobles.
L'any 2000 a Marolles hi havia 20 explotacions agrícoles que ocupaven un total de 581 hectàrees.

## Equipaments sanitaris i escolars
El 2009 hi havia una escola elemental.

## Poblacions més properes
El següent diagrama mostra les poblacions més properes.